# Taksimo
Taksimo (russisch Таксимо) ist eine Siedlung städtischen Typs und Verwaltungssitz des Rajons Muiski der Republik Burjatien (Russland). Der Ort hat 9438 Einwohner (Stand 14. Oktober 2010).

## Geographie
Taksimo liegt in der Muisker Ebene im äußeren Nordosten der Republik Burjatien am Fluss Muja etwa 400 Kilometer östlich von Sewerobaikalsk.

## Geschichte
Seit 1863 siedelten in der Gegend der Muisker Ebene Burjaten, die aus dem Tschara-Gebiet eingewandert waren, wie bereits zuvor Ewenken. Die Bezeichnung Taksimo kommt aus der ewenkischen Sprache und bedeutet Tasse oder Schale, möglicherweise weil der Ort wie in einer Schale zwischen dem Nördlichen (Seweromuisker) und dem Südlichen Mujagebirge (Juschnomuisker Gebirge) liegt.
Taksimo entstand als Ansiedlung eines geflohenen Verbannten, Iwan Alexejewitsch Barantschejew, welcher sich während der Unruhen im Lena-Bergbau-Gebiet 1905 aus der Siedlung Kirensk absetzte, den Fluss Witim hinauf wanderte und sich 1910 an diesem Ort niederließ. Die Einsiedelei von Iwan Barantschejew entwickelte sich mit der Zeit zur Ausspanne für Händler mit Pferdefuhrwerken, doch erst ab 1920 siedelten sich weitere Familien an. 1920 gilt daher als Gründungsjahr von Taksimo. Um 1934 überstieg die Bevölkerungszahl der Muisker Ebene 1500 Menschen.
Im Zusammenhang mit dem Bau der Baikal-Amur-Magistrale (BAM) entwickelte sich Taksimo zur Siedlung städtischen Typs (der Status wurde 1981 verliehen). Mit der Aufnahme des regulären Bahnbetriebs auf dem BAM-Abschnitt Sewerobaikalsk–Taksimo wurde der Rajon Muiski 1989 eigenständig und Taksimo zu dessen Verwaltungssitz.

### Bevölkerungsentwicklung
| Jahr | Einwohner |
| ---- | --------- |
| 1989 | 12.368    |
| 2002 | 10.552    |
| 2010 | 9.438     |

Anmerkung: Volkszählungsdaten

## Wirtschaft
In bescheidenem Umfang werden in der Gegend Holzwirtschaft und Bergbau (Goldgewinnung) betrieben. Die wirtschaftliche Bedeutung des Ortes Taksimo selbst besteht in seiner bedeutenden Station an der Baikal-Amur-Magistrale (Streckenkilometer 1469). Hier endet die von Westen kommende Elektrifizierung der Strecke.
Durch Taksimo führt auch die der Bahnstrecke folgende Straße.
Unweit der Siedlung befindet sich ein kleiner Flughafen.